# Gåbddåjávrre (Jokkmokks socken, Lappland, 747596-159710)
Gåbddåjávrre, enligt tidigare ortografi Kåbtåjaure, är en sjö i Jokkmokks kommun i Lappland och ingår i Luleälvens huvudavrinningsområde. Sjön har en area på 0,753 kvadratkilometer och ligger 795 meter över havet. Gåbddåjávrre ligger i Sarek Natura 2000-område. Sjön avvattnas av vattendraget Gåbddåjávrjågåsj.

## Delavrinningsområde
Gåbddåjávrre ingår i det delavrinningsområde (747649-159640) som SMHI kallar för Utloppet av Kåbtåjaure. Medelhöjden är 883 meter över havet och ytan är 5,36 kvadratkilometer. Det finns inga avrinningsområden uppströms utan avrinningsområdet är högsta punkten. Gåbddåjávrjågåsj avvattnar avrinningsområdet och vattnet fortsätter därefter genom Lulep Basstajåhkå, Sijddoädno, Blackälven, Lilla Luleälven och Lule älv  innan det når havet efter 326 kilometer. Avrinningsområdet består mestadels av kalfjäll (83 procent). Avrinningsområdet har 0,9 kvadratkilometer vattenytor vilket ger det en sjöprocent på 16,7 procent.